# Synagoge (Wageningen)

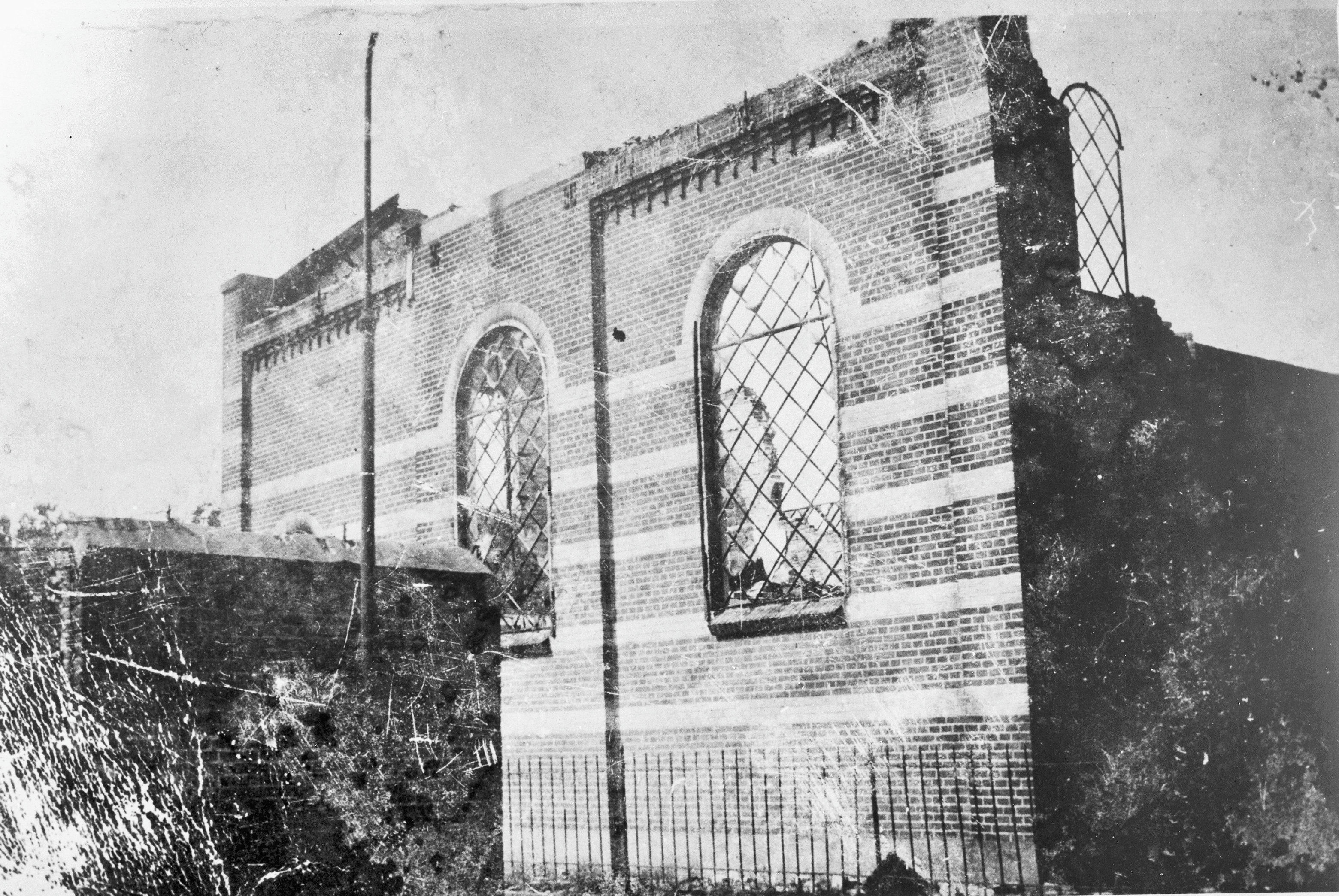
Ruine der Synagoge in Wageningen (September 1940)

Die Synagoge in Wageningen, einer Gemeinde in der niederländischen Provinz Gelderland, wurde 1903 errichtet, um einen kleineren Synagogenbau aus dem Jahr 1839 zu ersetzen. Die Synagoge stand an der Walstraat.
Die ersten Juden siedelten sich im 16. Jahrhundert in Wageningen an. Die Jüdische Gemeinde Wageningen hatte im Jahr 1869 mit 171 Mitgliedern ihren Höchststand erreicht.
Die jüdischen Bürger von Wageningen wurden während des Zweiten Weltkriegs von den deutschen Besatzern verfolgt und viele wurden in den Konzentrationslagern ermordet. Die Synagoge wurde im Mai 1940 bei einem Bombenangriff der deutschen Luftwaffe zerstört.  